# Pont couvert de Wawona
Pour les articles homonymes, voir Wawona (homonymie).
Le pont couvert de Wawona (en anglais : Wawona Covered Bridge) est un pont couvert sur la South Fork de la Merced situé à Wawona, au sein de la partie du parc national de Yosemite relevant du comté de Mariposa, en Californie, dans l'Ouest des États-Unis. Construit en 1868 par Galen Clark, il est inscrit au Registre national des lieux historiques depuis le 11 janvier 2007 et il fait partie du Pioneer Yosemite History Center, un musée en plein air regroupant d'autres édifices historiquement importants.